# Ali Adnan Kadhim
Ali Adnan Kadhim Al-Tameemi (tiếng Ả Rập: علي عدنان كاظم التميمي; sinh ngày 19 tháng 12 năm 1993), là một cầu thủ bóng đá người Iraq chơi ở vị trí hậu vệ cánh cho Vancouver Whitecaps FC và đội tuyển quốc gia Iraq.

## Sự nghiệp quốc tế

### Bàn thắng quốc tế
| #  | Ngày                 | Địa điểm                                               | Đối thủ           | Bàn thắng | Kết quả | Giải đấU                     |
| -- | -------------------- | ------------------------------------------------------ | ----------------- | --------- | ------- | ---------------------------- |
| 1. | 5 tháng 3 năm 2014   | Sân vận động Sharjah, Dubai, UAE                       | Trung Quốc        | 3–0       | 3–1     | Vòng loại AFC Asian Cup 2015 |
| 2. | 3 tháng 9 năm 2015   | Sân vận động PAS, Tehran, Iran                         | Đài Bắc Trung Hoa | 1–0       | 5–1     | Vòng loại World Cup 2018     |
| 3. | 24 tháng 3 năm 2016  | Sân vận động PAS, Tehran, Iran                         | Thái Lan          | 2–2       | 2–2     | Vòng loại World Cup 2018     |
| 4. | 8 tháng 1 năm 2019   | Sân vận động Thành phố thể thao Zayed, Abu Dhabi, UAE  | Việt Nam          | 3–2       | 3–2     | Asian Cup 2019               |
| 5. | 10 tháng 10 năm 2019 | Basra Sports City, Basra, Iraq                         | Hồng Kông         | 2–0       | 2–0     | Vòng loại World Cup 2022     |
| 6. | 17 tháng 11 năm 2020 | Sân vận động Maktoum bin Rashid Al Maktoum, Dubai, UAE | Uzbekistan        | 2–1       | 2–1     | Giao hữu                     |
| 7. | 7 tháng 6 năm 2021   | Sân vận động Al Muharraq, Arad, Bahrain                | Campuchia         | 3–0       | 4–1     | Vòng loại World Cup 2022     |

1. ↑  "Ali Adnan - Udinese". ngày 18 tháng 12 năm 2017. Bản gốc lưu trữ ngày 18 tháng 12 năm 2017. Truy cập ngày 4 tháng 10 năm 2020.